# میشل کتابجیان
میشل کیتابجیان ( فرانسوی: Michel Kitabdjian‎؛ ۷ مهٔ ۱۹۳۰ – ۱۷ مارس ۲۰۲۰) داور فوتبال ارمنی‌تبار اهل فرانسه بود. وی داور مسابقه فینال جام باشگاه‌های اروپا ۱۹۷۵ بین تیم‌های باشگاه فوتبال لیدز یونایتد و باشگاه فوتبال بایرن مونیخ بود.

## زندگی‌نامه
وی در ۷ مهٔ ۱۹۳۰ در نیس به دنیا آمد  وی در ۱۷ مارس ۲۰۲۰ در سن ۸۹ سالگی در نیس درگذشت.